# Fantasma di Pepper

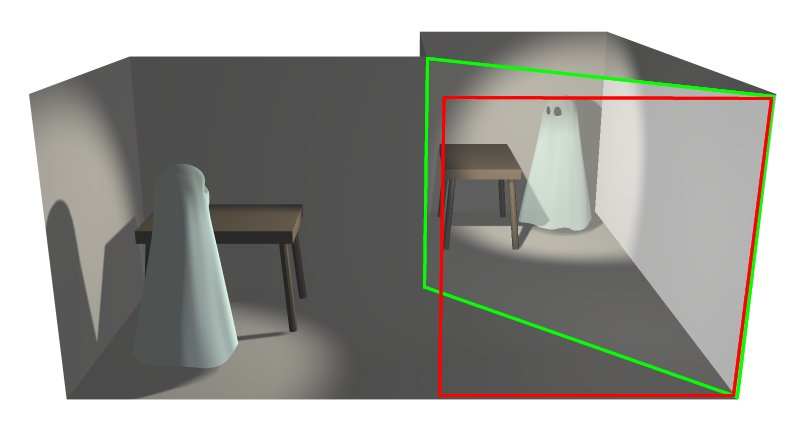
Lo spettatore, guardando nel rettangolo rosso, vede un fantasma che fluttua vicino al tavolo. L'illusione è creata grazie a una grande lastra di vetro, plexiglas o altro film plastico posizionata a un angolo di 45° tra lo spettatore e la scena (riquadro verde). La lastra riflette una stanza nascosta allo spettatore (a sinistra), a volte chiamata "Stanza Blu", che è costruita in maniera speculare alla scena.

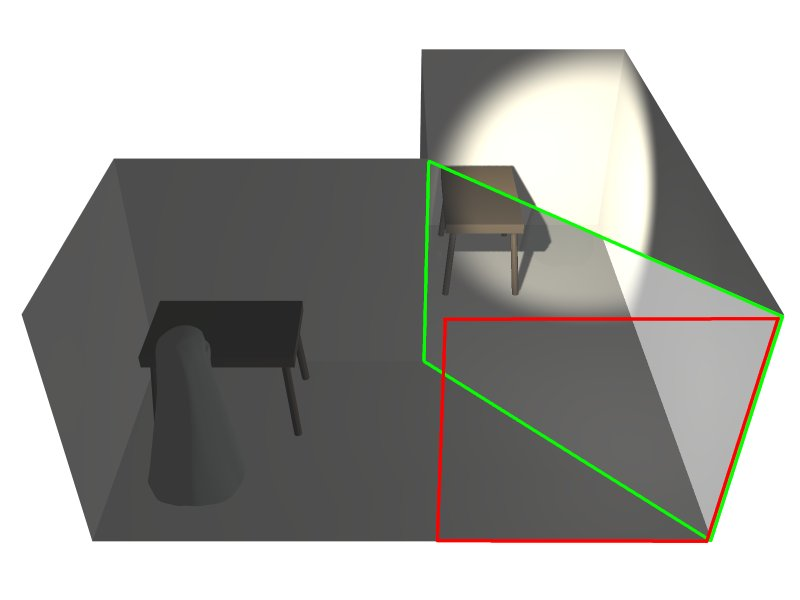
Se la stanza speculare è oscurata, non viene riflessa sul vetro. La stanza vuota (sopra) è invece molto illuminata, rendendola visibile allo spettatore.

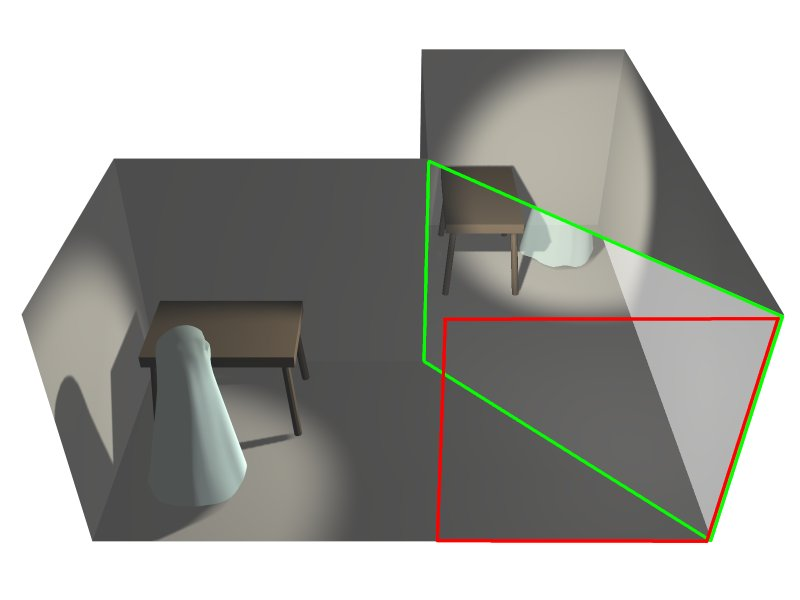
Quando le luci che illuminano l'immagine speculare vengono accese (con la stanza vuota leggermente oscurata per compensare), appare il fantasma.

Il Fantasma di Pepper (meglio conosciuto come Pepper's Ghost) è una tecnica illusoria usata in teatro, nelle case degli orrori e in vari trucchi magici. Utilizza una lastra di vetro, plexiglas o altri film plastici unita a particolari tecniche di illuminazione, per dare l'illusione che gli oggetti appaiano e scompaiano, diventino trasparenti o si inseriscano all'interno di altri (morphing). Prende il nome da John Henry Pepper, che riprese l'effetto inventato nel XVI secolo dal filosofo e alchimista italiano Giovanni Battista Della Porta e lo rese famoso. Da questa tecnica deriverà, anni dopo, l'invenzione del cinema.

## Tecnica
Per rendere l'illusione realistica, lo spettatore deve poter vedere il palcoscenico o comunque l'area in cui verrà riflessa l'immagine fantasma, ma non la stanza nascosta anche detta "stanza blu". Il bordo del vetro sul palcoscenico è spesso nascosto grazie a un pattern ben disegnato sul pavimento.
La stanza nascosta deve essere perfettamente speculare al palcoscenico anche negli oggetti contenuti; questo è utile per far sembrare che gli oggetti appaiano o scompaiano. La tecnica può anche essere usata per realizzare il morphing: fare in modo che una persona o un oggetto si trasformino in un altro che si trova dietro il vetro (o viceversa). È il principio usato per la "Donna Gorilla", effetto molto usato negli antichi circhi e parchi divertimento di tutto il mondo e nel film Agente 007 - Una cascata di diamanti.
La stanza nascosta deve avere pareti completamente nere, con all'interno esclusivamente gli oggetti ben illuminati. Questi ultimi verranno riflessi e appariranno sul palcoscenico come immagini fantasma traslucide.
Nelle Case dei Fantasmi di Disneyland, Walt Disney World, Disneyland Paris e Disneyland Tokyo, il vetro è posto verticalmente rispetto allo spettatore invece che nella normale posizione ad angolo di 45°, riflettendo così oggetti e animali animati davanti e dietro lo spettatore. Questo crea l'illusione di avere "fantasmi" tridimensionali che sembrano danzare tra gli ospiti. Le apparizioni appaiono e scompaiono ogni qualvolta le luci puntate sulle animazioni vengono accese o spente.

## Storia

### Giovanni Battista Della Porta
Giovanni Battista Della Porta fu un filosofo, alchimista e scienziato napoletano del XVI secolo. Nella sua pubblicazione del 1584, Magia Naturalis, include la descrizione di un'illusione così definita: "Come possiamo vedere in una camera cose che non ci sono". Questa è la prima descrizione conosciuta dell'effetto "Fantasma di Pepper".

### John Pepper e Henry Dircks
L'Università di Westminster (Politecnico Reale di Londra) fu un'istituzione scientifica permanente, aperta nel 1838. Con una laurea in chimica, John Henry Pepper entrò nell'istituzione come lettore nel 1848. Il Politecnico gli concesse il titolo di Professore, e nel 1854 diventò il Direttore del Politecnico Reale.
Nel 1862, l'inventore Henry Dircks sviluppò la "Dircksian Phantasmagoria", la sua versione delle collaudate tecniche di apparizione traslucida. Questa tecnica fu usata per permettere l'apparizione di un fantasma sul palco. Provò, senza successo, a vendere la sua idea ai teatri. Il suo uso infatti richiedeva la completa ricostruzione del palcoscenico, cosa troppo costosa per essere realisticamente presa in considerazione. Più avanti negli anni, Dircks mise a punto una cabina presso il Politecnico Reale, dove conobbe John Pepper.
Pepper comprese che il metodo poteva essere modificato per essere inserito nei teatri esistenti. Pepper fu il primo a mostrare l'effetto, con grande successo, durante una scena di "L'Uomo Fantasma" di Charles Dickens. Il nome di Pepper fu così dato perennemente alla tecnica illusoria.